# Nancy Moreira
Pour les articles homonymes, voir Moreira.
Ivanusa Gomes Moreira dite Nancy Moreira, née le 11 novembre 1988 dans le quartier de Tira Chapéu à Praia, est une boxeuse cap-verdienne.

## Biographie

### Carrière
Nancy Moreira est médaillée de bronze aux Jeux africains de 2019 dans la catégorie des moins de 69 kg. Dans la catégorie des moins de 66 kg, elle est médaillée d'argent des Championnats d'Afrique de boxe amateur 2022 à Maputo et cinquième aux Championnats du monde féminins de boxe amateur 2022 à Istanbul. Elle est boursière de la Solidarité olympique.
Elle remporte la médaille d'or des Championnats d'Afrique de boxe amateur 2023 à Yaoundé, s'imposant en finale face à la Marocaine Oumaïma Bel Ahbib. En décembre 2023, elle est classée numéro 1 en Afrique et numéro 2 mondiale dans sa catégorie par l'Association internationale de boxe amateur.

## Palmares

### Boxe
•  médaille d'or aux Championnats d'Afrique de boxe amateur 2023 à Yaoundé
•   médaille d'argent de la catégorie des moins de 66 kg aux Championnats d'Afrique de boxe amateur 2022 à Maputo
•  médaille de bronze aux Jeux africains de 2019 dans la catégorie des moins de 69 kg